# Seewis-Schmitten

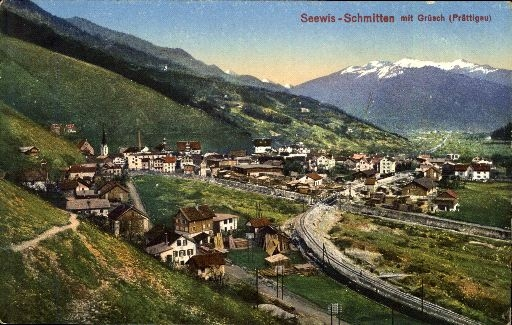
Seewis-Schmitten auf einer alten Ansichtskarte um das Jahr 1900 (im Vordergrund; im Hintergrund Grüsch)

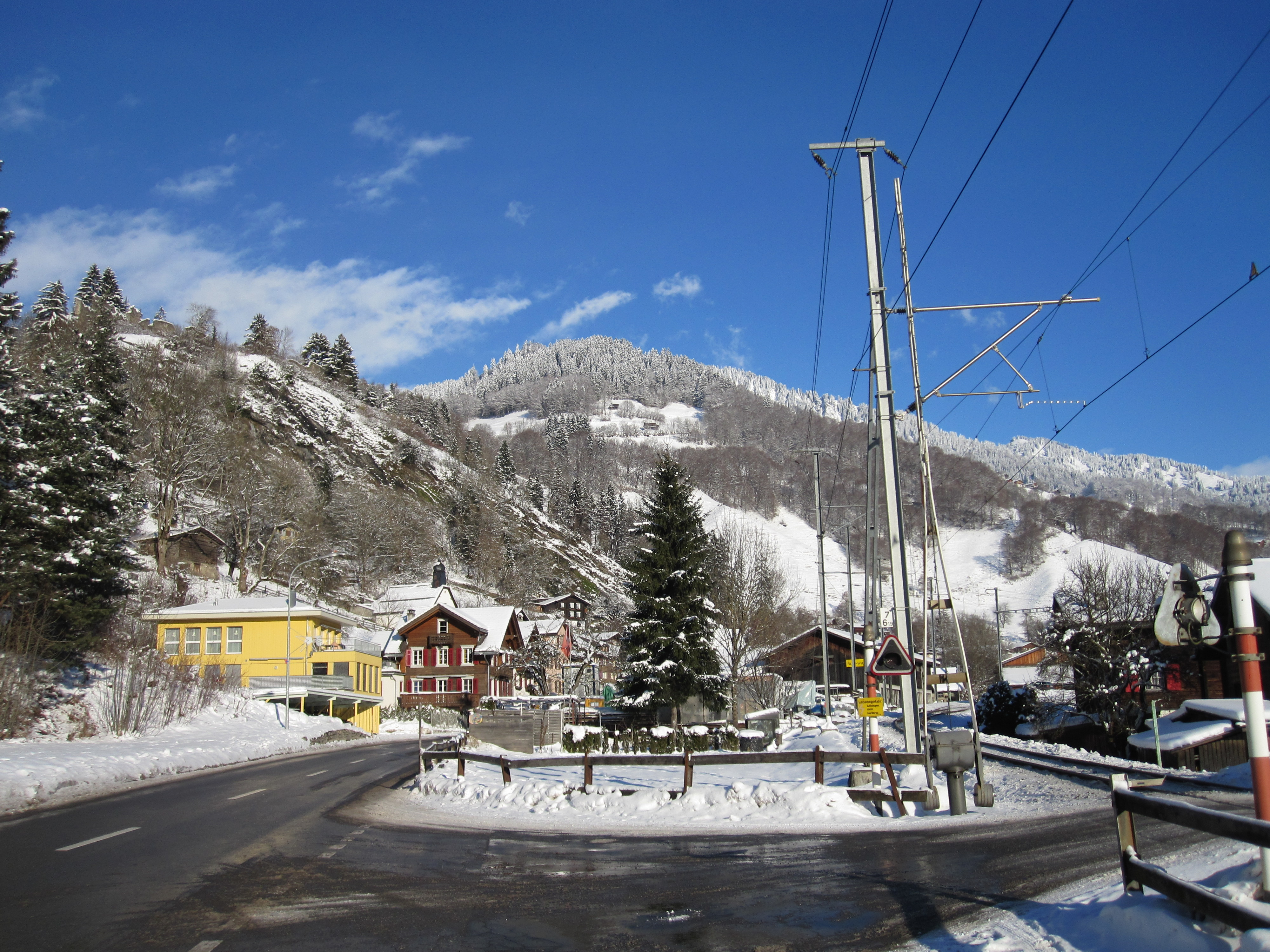
Seewis-Schmitten, Blick Richtung Grüsch

Seewis-Schmitten ist ein Dorf im vorderen Prättigau im Kanton Graubünden. Politisch gehört es zu Seewis und bildet eine Fraktion der Gemeinde.

## Lage
Schmitten liegt auf 620 m. ü. M. zwischen Pardisla im Westen und Grüsch im Osten. Mit beiden Nachbardörfern ist es mittlerweile bei jeweils fliessenden Übergängen zusammengewachsen.

## Verkehr
Schmitten liegt an der alten Prättigauerstrasse, die 1843 in Betrieb genommen wurde. Die moderne Umfahrungsstrasse wurde 1984–85 errichtet. Sie befreite das Dorf vom Transitverkehr und ist mittlerweile Teil der Nationalstrasse 28.
Durch Schmitten führt die Bahnstrecke Landquart–Davos Platz der RhB.

## Sehenswürdigkeiten
Unter Denkmalschutz steht die kleine reformierte Dorfkirche. Über dem Dorf thronte einst und liegen heute die Reste der Burg Solavers.